# Diatonika
Diatonika je skladebný sloh opírající se o tónovou soustavu diatonické stupnice (tj. stupnicové řady 7, resp. 8 tónů v rozsahu jedné oktávy intervalově složené z pěti celých tónů a dvou půltónů). Melodické a harmonické možnosti diatoniky rozšiřuje chromatika. Mnoho populárních i lidových písní se ale drží v mezích diatoniky (jinak řečeno, mimo předznamenání neobsahují žádné posuvky).

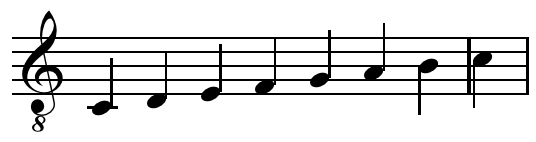
Diatonická stupnice C-dur

Mezi tóny diatonické stupnice se nacházejí diatonické intervaly. Jejich konkrétní velikost závisí na poloze ve stupnici – např. ve stupnici C dur má (diatonická) sekunda od tónu E nahoru velikost malé sekundy (E–F), zatímco sekunda nad F je velká sekunda (F–G). V užším smyslu se jako diatonické berou jen „klasické“ tóniny dur/moll (jónský modus), v širším smyslu sem patří i další mody jako dórský nebo lydický (liší se umístěním půltónů). Musí však být splněn počet 7 kroků v rámci oktávy a maximálně celotónové intervaly.

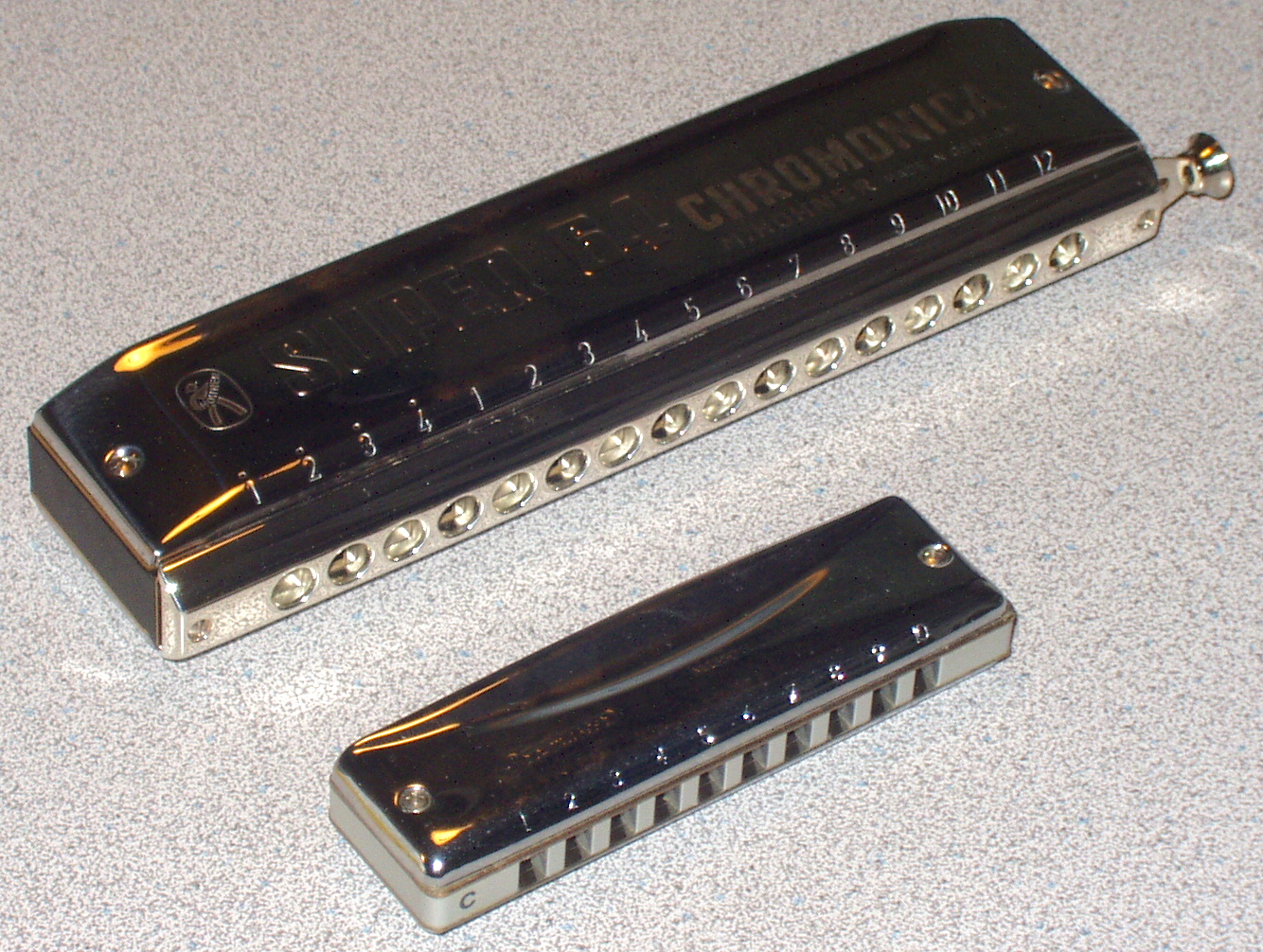
Srovnání foukací harmoniky chromatické (nahoře) a diatonické (dole).

Existují diatonické hudební nástroje, schopné hrát jen v určité tónině, obvykle durové. Zpravidla jde o jednoduché doprovodné, lidové či dětské nástroje, kde je účelné, aby se hra držela v tónině a nevybočovala. Běžné jsou například diatonické foukací harmoniky (v C-dur, A-dur, D-dur apod.). Na klaviatuře se lze snadno držet v diatonice C-dur, pakliže se hraje pouze na bílé klávesy (zatímco pouze černé klávesy hrají pentatoniku od Fis).